# Цівчинська Алла Аполлонівна
Цівчинська Алла Аполлонівна (14 (27) травня 1912, Олександрія, Херсонська губернія — 13 травня 1997, Нью-Йорк) — українська письменниця.

## Життєпис
Народилася 27 (за старим стилем 14) травня 1912 року в Олександрії Херсонської губернії. Рано втратила батька.
Навчалася в Олександрійській агрономічній школі. Потім в Одеському інституті профосвіти (1930—1933), та Київському держуніверситеті (1933—1934), де познайомилася із Миколою Зеровим.
Учителювала. У роки війни була депортована як остарбайтерка до Німеччини. У 1950 році прибула до Австралії, у 1959 році — до США.
Мешкала у місті Нью-Йорк. У 1965—1977 роках працювала коректоркою в газеті «Новое русское слово». Власним коштом видала повість про Миколу Зерова «Незабутнє, немеркнуче…».
Померла в 1997 році.

## Родина
Батько — Аполлон Іванович Цівчинський (помер 1919 р. від холери) — нотаріус в Олександрії. У 1886 р. був одним із засновників Міської громадської бібліотеки та членом її першої дирекції. Переслідув російською імперською владою за поширення демократичних ідей. У ХХІ столітті певний час помилково вважався будівничим та власником цегляного приміщення міського театру. У 2024 році в Олександрії на честь нього було названо вулицю.
Мати — Олена (до шлюбу Бачинська, після Другої світової війни жила в Олександрії, померла бл. 2 серпня 1971).
Дід по матері — народний учитель в Олександрії Опанас Васильович Бачинський (помер 1934 р.), що майже 50 років віддав навчанню олександрійських дітей, завідувач першого міського приходського училища. Бабуся — Улита Павлівна (померла 1917 р.).
Дядько по матері Михайло Бачинський в молодості товаришував з Миколою Зеровим. Другий дядько — Костянтин, закінчив Київський університет, вчителював (помер 1921 в Одесi вiд «голодного тифу»).

## Творчість
Автор повістей «Незабутнє, немеркнуче…» (1962), «Сніжинки в хуртовині» (1979), «Край дороги» (1983), «Зоя — життя» (б. р.).

### Окремі видання
- Цівчинська А. Незабутнє, немеркнуче… Повість-спогади про Миколу Зерова. — Нью-Йорк, 1962. −64 с.
- Цивчинская А. Незабвенное, немеркнущее… Повесть-воспоминания о Николае Зерове. — Нью-Йорк, 1963. — 79 с.
- Цівчинська А. Сніжинки в хуртовині. Повість. — Нью-Йорк, 1979 — 67 с.
- Цівчинська А. Край дороги. Повість. — Нью-Йорк, 1983. — 58 с.
- Цівчинська А. Зоя — життя. Повість-хроніка. — Нью-Йорк, 1987. — 58 с.